# Iglesia de San Francisco (Avilés)
La iglesia de San Nicolás de Bari o de San Francisco es un templo católico de la ciudad asturiana de Avilés (España).

## Introducción
Nombre con el que se conoce a la actual iglesia de San Nicolás de Bari (Avilés), antiguo convento franciscano. Se trata de un templo católico situado en el centro histórico de la ciudad de Avilés, que es sede de la parroquia del mismo nombre.
Conserva íntegro el archivo parroquial desde el año 1599, que ha superado guerras, terremotos, revoluciones e incendios. Artísticamente es de destacar la pila bautismal, joya romana de valor insospechado. Es un hermoso capitel corintio en un bloque de mármol. No se sabe de dónde provino, tan sólo que al trasladarse la sede parroquial al antiguo convento de San Francisco, se trasladó también esta pila.

## Orígenes
La iglesia fue edificada en su mayor parte a finales del siglo XIV como parte de un monasterio de la Orden de San Francisco. No obstante, en el mismo solar se han hallado restos arquitectónicos más antiguos, como un cancel visigótico que pudiera proceder de un edificio prerrománico. El templo se componía inicialmente de una única nave, que coincide con la actual nave central, de 40 metros de largo por 10 metros de ancho. En el siglo XVI se añaden dos naves más de menor tamaño, una a cada lado y se construye una nueva sacristía. También a finales de ese siglo se inicia la edificación, de un claustro adosado al templo «de planta cuasi-cuadrada en dos pisos; el bajo de cinco arcos cada lado, de medio punto, sostenidos por columnas de orden toscano; y el piso superior adintelado a doble tramo con columnas de orden jónico».
Los franciscanos ocuparon el convento desde su fundación (probablemente en el s. XIII) hasta su exclaustración como consecuencia de la desamortización de Mendizábal en 1836. Desde 1837 a 1847, el convento es ocupado por las Clarisas de Oviedo. En 1848, por iniciativa del Ayuntamiento que valora, entre otras cosas, su mayor cabida, pasa a ser sede de la parroquia de San Nicolás de Bari, trasladando su antigua residencia desde el viejo templo que hoy ocupan los franciscanos.

## Efectos de la guerra civil española
En el mes de julio de 1936, comienza la guerra civil española y con ella la persecución religiosa. La iglesia de San Nicolás de Bari fue violentamente ocupada por las fuerzas del Frente Popular, procediendo inmediatamente al expolio de los objetos de culto y a la quema de los retablos y de las imágenes, destinándola después a almacén de explosivos y a cuartel. Sin embargo como consecuencia del conflicto, desaparecieron para siempre importantes obras de arte, entre otras los dos retablos procedentes del antiguo convento de la Merced (s. XVII).

## La gran reforma de los años 1950 y 1960
Cuando en 1957 Ángel Garralda García, se hace cargo como cura regente de la parroquia de San Nicolás de Bari, emprende la reforma y restauración de las construcciones históricas, a la vez que levanta nuevos edificios:
- Edifica una nueva casa rectoral, inaugurada en 1959.
- En el mismo año, inicia la gran reforma del templo que incluye entre otras: la ampliación por el fondo de la nave central, con una nueva fachada noroeste; la reforma del baptisterio, el recrecimiento de la torre campanario añadiendo un piso más y sustituyendo su tejado de pizarra por uno nuevo de teja, a cuatro aguas; la construcción en el sótano de una cripta de 198 nichos.
- En 1963 se inicia la restauración del antiguo claustro de fines del siglo XVI.
- En el curso 1968/69 se inaugura el Colegio “San Nicolás de Bari” cuya edificación, cerrando el claustro, había comenzado en 1965.

Ángel Garralda García permaneció durante 54 años al frente de la parroquia. En 2011 es sustituido por Juan Antonio Menéndez Fernández.

## Elementos de interés histórico-artístico
Entre los muchos elementos de interés que ofrece la Iglesia en el aspecto histórico-artístico merecen especial mención:
- Un fragmento de cancel visigótico, que podemos observar en el claustro aparecido, según García de Castro, durante las obras de remodelación del tejado en 1867.[3] Según Fermín Canella Secades,citado por Ángel Garralda García, el fragmento fue encontrado en el subsuelo durante unas obras llevadas a cabo en 1808.[4]
- La pila bautismal: Se trata de un hermoso capitel corintio en un bloque de mármol "...exactamente igual en volumen y forma, a cuantos se exhiben hoy sobre ciclópeos fustes en el Foro de Trajano de Roma".[1]
- La fachada románica del primitivo monasterio franciscano que puede apreciarse en el claustro, compuesta por tres arcos de medio punto, probablemente del siglo XIII.[5]
- La portada gótica del siglo XIV, entrada principal de la iglesia por la que se accede a la nave central.
- La sacristía del siglo XVI, hermosa pieza "De planta rectangular dividida en dos tramos, cubierta de bóveda de cañón con lunetos y varios termales calados sobre centro con ventanas regulares".[6] Cuenta con pinturas de cierto valor, bajo tres arcos carpaneles se enmarcan tres cuadros del s. XVII de santos franciscanos atribuidos a Bustamante, uno de San Bernardino de Siena, otro de San Luis de Tolosa y el tercero de San Francisco Solano. El cuadro central parece ser de Policarpo Soria, de principios del siglo XX. La decoración de la bóveda y paredes son obra de Gonzalo Pérez Espolita, así como un cuadro de San Francisco de Asís. La sacristía está amueblada con arcones y cajoneras artísticamente tallados en los años 1950 por el ebanista avilesino Fernando Alonso.